# 8887 Scheeres
8887 Scheeres (1994 LK1) là một tiểu hành tinh vành đai chính được phát hiện ngày 9 tháng 6 năm 1994 bởi E. F. Helin ở Palomar. Nó được đặt theo tên của Daniel J. Scheeres, now một giáo sư ở the University of Colorado.